# Силвер Крик (Мисисипи)
Силвер Крик (енгл. Silver Creek) град је у америчкој савезној држави Мисисипи.

## Демографија
По попису из 2010. године број становника је 210, што је 1 (0,5%) становника више него 2000. године.
| Група             | 2000.       | 2010.       |
| Белци             | 195 (93,3%) | 144 (68,6%) |
| Афроамериканци    | 4 (1,9%)    | 60 (28,6%)  |
| Азијати           | 6 (2,9%)    | 1 (0,5%)    |
| Хиспаноамериканци | 0 (0,0%)    | 3 (1,4%)    |
| Укупно            | 209         | 210         |